# 아테톤안테키누스
아테톤안테키누스 또는 굿맨안테키누스(Antechinus godmani)는 오스트레일리아에서 발견되는 작은 육식성 유대류의 일종이다. 안테키누스속 중에서 가장 희귀한 종의 하나로 다른 안테키누스 종들과 달리 적갈색 털과 작은 눈을 갖고 있다.

## 분류
1923년 토마스(Oldfield Thomas)가 처음 기술했다. 오랫동안 노랑발안테키누스(A. flavipes)의 아종으로 간주했다. 주머니고양이과에 속하며, 안테키누스속(Antechinus) 중에서 가장 제한적인 지역에 분포하는 종의 하나이다.

## 특징
뚜렷하지 않은 갈색을 띠며, 안테키누스속 중에서 가장 크다. 꼬리에는 털이 거의 없다.
대체로 야행성 동물 또는 여명기에 활동하는 동물로 간주하고 있으며, 주로 육상 무척추동물을 먹이로 먹는다. 7~8월에 짝짓기를 하고 번식 이후에 대부분의 수컷은 죽는다.

## 분포 및 서식지
퀸즐랜드주 북동부 벨렌덴 커 산과 카드웰 사이의 우림 지역 130km 안에 제한적으로 분포한다. 나무 구멍 속에 둥지를 만들거나 착생식물로 바닥에 짚을 깐다.